# Глизе 623
Глизе 623 (Gliese 623) — спектрально-двойная звезда в северном созвездии Геркулеса. Звезда имеет видимую звёздную величину +10.27m, и согласно шкале Бортля не видна невооружённым глазом. Из измерений параллакса, полученных во время миссии Hipparcos, известно, что звезда удалена примерно на 26,3 св. лет (8,06 пк) от Солнца.
Звезда наблюдается севернее 44° ю.ш., то есть севернее о-вов Тасмания, Южного (Новая Зеландия), Чилоэ и пров. Чубут (Аргентина), то есть видна практически на всей территории обитаемой Земли, за исключением приполярных областей Антарктиды и южных провинций и штатов Австралии, Чили и Аргентины. Лучшее время наблюдения — май.
Также звезда имеет гелиоцентрическую скорость 53,9 км/с, которая свидетельствует о том, что звёздная система удаляется от Земли. Звезда  уже приближалась к Солнцу на расстояние 22,9 св. лет 71 000 лет назад, когда она увеличивала свою яркость на 0,3m до величины 9,97m, то есть светила так же ярко, как Глизе 176 светит сейчас.
Компоненты пространственной скорости Глизе 623 следующие (U, V, W)=(24.6, 3.5, -47.8), что означает U=24,6 км/с (движется по направлению к галактическому центру), V=3,5 км/с (движется по направлению галактического вращения) и W=−47,8 км/с (движется в направлении галактического южного полюса). Галактическая орбита звезды находится между 21 700 св.л. и 41 600 св.л. световых лет от центра Галактики.

## Свойства двойной системы
Сами звёзды в системе Глизе 623, являются близкой парой спектрально-двойных звёзд, период вращения которых друг вокруг друга равен 1366,1 дн..  Поскольку звёздная масса первичного компонента равна 0,36 {\displaystyle M_{\bigodot }}, то отсюда можно вычислить, что большая полуось орбиты равна, 1,71 а.е. У системы довольно большой эксцентриситет, который равен  0,67. Таким образом, в процессе вращения друг вокруг друга звёзды, то сближаются на расстояние 0,56 а.е., то есть в точку на полпути между орбитами Меркурия (чей радиус орбиты 0,39 а.е. ) и Венерой (чей радиус орбиты равен 0,72 а.е.), то удаляются на расстояние 2,86 а.е., то есть до внешней части главного пояса астероидов, а более конкретно на орбиту астероида Полигимния.
Если мы будем смотреть со стороны Глизе 623 Ab на Глизе 623 Aa, то мы увидим красную звездочку, которая светит с видимой звездной величиной -19,50m, то есть с яркостью 505 Лун в полнолуние (в среднем, в зависимости от положения звезды на орбите). Причём угловой размер звезды будет — 0,12°, что составляет 24% углового размера нашего Солнца. Если же мы будем смотреть со стороны Глизе 623Aa на Глизе 623 Ab, то мы увидим темно-красную звёздочку, которая светит с яркостью -14,94m, то есть с яркостью 7,6 Лун в полнолуние (в среднем, в зависимости от положения звезды на орбите). Причём угловой размер звезды будет — 0,047°, то есть в 9% от  углового размера нашего Солнца. 
| | В периастре (0,56 а.е.) | В периастре (0,56 а.е.) | В периастре (0,56 а.е.)        | В периастре (0,56 а.е.) | В апоастре (2,86 а.е.) | В апоастре (2,86 а.е.) | В апоастре (2,86 а.е.)         | В апоастре (2,86 а.е.) |
| m | L☾                      | D°                      | {\displaystyle D_{\bigodot }}% | m                       | L☾                     | D°                     | {\displaystyle D_{\bigodot }}% |                        |
| --- | ----------------------- | ----------------------- | ------------------------------ | ----------------------- | ---------------------- | ---------------------- | ------------------------------ | ---------------------- |
| Aa→Ab | -17,36                  | 70,1                    | 0,14                           | 28%                     | -13,82                 | 2,71                   | 0,03                           | 5,6%                   |
| Ab→Aa | -21,92                  | 4713                    | 0.37                           | 74%                     | -18,38                 | 180                    | 0.07                           | 14.5%                  |
| - m — видимая звёздная величина; - L☾ — светимость, выраженная в светимостях Луны в полнолуние; - D° — угловой диаметр звезды выраженный в градусах (угловой диаметр Солнца — 0,5°); - {\displaystyle D_{\bigodot }}% — диаметр звезды, выраженный в процентах от диаметра Солнца; |                         |                         |                                |                         |                        |                        |                                |                        |

Возраст звёздной системы точно не определён, однако, известно, что карликовые звёзды с массой равной 0,36 {\displaystyle M_{\bigodot }} живут на главной последовательности 175 млрд.лет. Таким образом, ещё очень нескоро компонент Aa станет красным гигантом, сбросит внешние оболочки и станет маломассивным белым карликом. Компонент Ab проживёт на главной последовательности ещё дольше.

### Компонент Aa
Компонент Aa имеет спектральный тип M3V и это означает, что Глизе 623 Aa должен иметь массу равную 0,36 {\displaystyle M_{\bigodot }}, также это указывает на то, что звезда использует водород в своём ядре в качестве ядерного «топлива», то есть находится на главной последовательности. Радиус звезды должен быть равен 0,39 {\displaystyle R_{\bigodot }} и светимость звезды должна быть 0,015 {\displaystyle L_{\bigodot }} Солнца.
Звезда должна излучать энергию со своей внешней атмосферы при эффективной температуре около 3250 К , что будет придавать ей характерный красный цвет звезды M-типа. Для того чтобы планета подобная нашей Земле получала примерно столько же тепла от компонента Aa, сколько она получает от Солнца, её надо поместить на расстоянии 0,12 а.е., причём угловые размеры компонента Aa с этого расстояния выглядели бы в 3,5 раза больше нашего Солнца, каким мы его видим с Земли — 1,73° (угловой диаметр нашего Солнца — 0,5°). Скорее всего, планета будет повёрнута к своей звезде одной стороной в результате приливного эффекта и существование жизни в такой системе представляется крайне проблематичным.

### Компонент Ab
Компаньон Глизе 623 Ab имеет массу примерно в 10 раз меньшую, чем Глизе 623 Aa, то есть  равную
0,04 {\displaystyle M_{\bigodot }}, также это указывает на то, что звезда всё ещё использует водород в своём ядре в качестве ядерного «топлива», то есть находится на главной последовательности, то есть звезда подходит вплотную к границе существования коричневых карликов, чья максимальная масса равна 0,012 {\displaystyle M_{\bigodot }}. Соответственно,  спектральный тип звезды должен быть порядка M9.5V или даже ниже.
Радиус звезды должен быть равен 0,15 {\displaystyle R_{\bigodot }} и светимость звезды должна быть 0,0001 {\displaystyle L_{\bigodot }} Солнца или даже ниже. Звезда должна излучать энергию со своей внешней атмосферы при эффективной температуре около 2250 К или даже ниже.

## История изучения кратности звезды
Тройтвенность Глизе 623 была открыта Бёрнхемом Ш. У. в 1911 году и звезда вошла в каталоги как BUP 168 , то есть он открыл компоненты AB и AC. В 1992 году, опираясь на записи с 1982 года, американский астроном Тодд Хенри и др., открыли спектральную двойственность  звезды компонента A и звезда вошла в каталоги как HEN 1. Согласно Вашингтонскому каталогу визуально-двойных звёзд, параметры этих компонентов приведены в таблице:
| Компонент | Год  | Количество измерений | Позиционный угол | Угловое расстояние | Видимая звёздная величина 1 компонента | Видимая звёздная величина 2 компонента |
| Aa,Ab     | 1982 | 13                   | 36°              | 0.4″               | 10.44m                                 | 15.00m                                 |
| Aa,Ab     | 2006 | 13                   | 295°             | 0.1″               | 10.44m                                 | 15.00m                                 |
| AB        | 1911 | 2                    | 284°             | 70.7″              | 10.44m                                 | 13.97m                                 |
| AB        | 1998 | 2                    | 288°             | 176.0″             | 10.44m                                 | 13.97m                                 |
| AC        | 1911 | 4                    | 95°              | 999.9″             | 10.44m                                 | 9.50m                                  |
| AC        | 2003 | 4                    | 93°              | 999.9″             | 10.44m                                 | 9.50m                                  |

Обобщая все сведения о звезде, можно сказать, что у звезды Глизе 623, есть как минимум один спутник:
- компонент Ab, звезда, 15-й величины находящаяся на угловом расстоянии 0,1 секунд дуги и находящаяся на эллиптической орбите;
- компонент B, звезда 14-й величины, находящаяся на угловом расстоянии 176 секунд дуги, имеет каталожный номер UCAC3 277-123821[16]. У звезды известен параллакс, и судя по нему, звезда находится на расстоянии 3200 св. лет и соответственно, в систему Глизе 623 не входит;
- компонент C, звезда 10-й величины, находящаяся на угловом расстоянии 999 секунд дуги[f], имеет каталожный номер BD+48 2399[17]. У звезды известен параллакс, и судя по нему, звезда находится на расстоянии 223 св. лет и соответственно, в систему Глизе 623 не входит.

## Ближайшее окружение звезды
Следующие звёздные системы находятся на расстоянии в пределах 20 световых лет от системы Глизе 623 (включены только яркие (<6,5m) или примечательные звёзды). Их спектральные классы приведены на фоне цвета этих классов (эти цвета взяты из названий спектральных типов и не соответствуют наблюдаемым цветам звёзд):
| Звезда           | Спектральный класс | Расстояние, св. лет |
| HIC 83945        | M3.5V              | 4.73                |
| Глизе 625        | M2V                | 5.36                |
| Глизе 638        | K7 V               | 9.56                |
| DN Дракона       | DAV4 wd            | 11.30               |
| Вега             | A0Va               | 11.47               |
| Мю Геркулеса     | G5 IV              | 12.14               |
| Хи Дракона       | F7V/ K0V           | 12.55               |
| Дзета Геркулеса  | G2IV               | 12.73               |
| Глизе 687        | M3,5V              | 13.69               |
| Сигма Дракона    | K0V                | 13.97               |
| HR 5256          | K3V                | 14.12               |
| Глизе 649        | M1.5V              | 14.23               |
| Кси Волопаса     | G8Ve/K4Ve          | 14.95               |
| Глизе 686        | M1                 | 15.11               |
| Струве 2398      | M3V/M3,5V          | 16.16               |
| GJ 1245          | M5,5/M6/M5,5       | 16.35               |
| Глизе 809        | M2V                | 16.59               |
| Глизе 445        | M3.5VD             | 16.69               |
| 44 Волопаса      | G0 Vnv             | 17.21               |
| Бета Гончих Псов | G0V                | 18.53               |
| HD 119850        | M4,0V              | 19.07               |

Рядом со звездой, на расстоянии 20 световых лет, есть ещё порядка 20 красных, оранжевых карликов и жёлтых карликов спектрального класса G, K и M, а также 2 белых карлика которые в список не попали.